# 37
37 (XXXVII) fue un año común comenzado en martes del calendario juliano, en vigor en aquella fecha. En el Imperio romano, era conocido como el Año del consulado de Cneo Acerronio Próculo y Cayo Petronio Poncio Negrino (o menos frecuentemente, año 790 Ab urbe condita). La denominación 37 para este año ha sido usado desde principios del período medieval, cuando la era A. D. se convirtió en el método prevalente en Europa para nombrar a los años.

## Acontecimientos
- 18 de marzo: El Senado Romano proclama a Calígula como emperador de Roma tras la muerte de Tiberio.
- Muere el emperador Tiberio y le sucede su sobrino Caligula, que transforma el gobierno en una tiranía teocrática.[1]
- Josefo, líder judío nacido este año, escribe dos célebres historias sobre el pueblo hebreo: La guerra de los judíos y Las antigüedades judías.[1]

## Nacimientos
- 15 de diciembre: Nerón, emperador romano

## Fallecimientos
- 16 de marzo: Tiberio, emperador de Roma.